# Aerenea posticalis
Aerenea posticalis är en skalbaggsart som beskrevs av Thomson 1857. Aerenea posticalis ingår i släktet Aerenea och familjen långhorningar.
Artens utbredningsområde är Paraguay. Inga underarter finns listade i Catalogue of Life.